# Південна людина (Нова Зеландія)

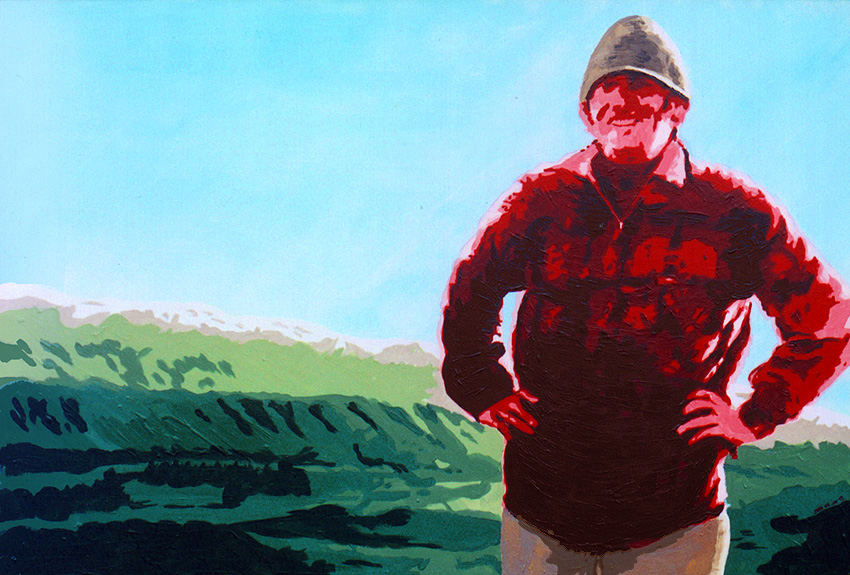
«Південна людина», Джеймс Дігнан (2002)

Південна людина (англ. Southern man) — стереотипне зображення чоловіка у Новій Зеландії, вихідця з сільськогосподарського Південного острова, який добре звик до самотності та умов відкритої гірської чи пагорбної місцевості, і зовсім не пристосований до міста. Його зображують одягнутим у непромокальний костюм пильовик, сванндрі та шапку з широко опущеними полями — зображення, характерне для ківі-скотарів. Стереотип тісно пов'язаний із загальним тропом у новозеландській художній літературі — одинока людина.
Стереотип базується на зображеннях високогірних фермерів і мисливців, що проживають у сільській місцевості, зокрема в таких районах, як Центральне Отаго і басейн Маккензі, працюють на великих овечих станціях і через місцевість, на якій вони працюють, часто користуються конями та собаками, а не механічним транспортом. Цей архетипний новозеландський персонаж, хоч і сильний у традиції, на сьогодні зіштовхується із загрозою свого існування у зовнішньому світі через зміни у традиційному сільському способі життя Нової Зеландії.